# Yūko Kanamori
Yūko Kanamori (jap. 金森 裕子, Kanamori Yūko; * 8. Januar 1986) ist eine japanische Badmintonspielerin.

## Karriere
Yūko Kanamori besuchte die Fujine-Kita-Mittelschule und dann die private Seiryū-Oberschule, beide in Fujinomiya, sowie ab 2004 die renommierte Waseda-Universität. Nach ihrem Abschluss trat sie in das Unternehmen Nihon Unisys ein, für deren Werksteam sie seitdem spielt. Ihren ersten großen Erfolg hatte sie 2003, als sie die Inter-High-Oberschulmeisterschaften (高校総体, kōkō sōtai) im Doppel gewann. Bei den Badminton-Studentenmeisterschaften erreichte sie 2004 und 2005 Bronze, sowie 2006 Silber, jeweils im Damendoppel. 2008 erreichte sie im Mixed bei der Badminton-Meisterschaft der Erwachsenen den dritten Platz. Im gleichen Jahr nahm sie an den Allgemeinen Badminton-Meisterschaften teil, wo sie im Mixed den zweiten und ein Jahr darauf den dritten Platz erreichte. Bei den Meisterschaften der Erwachsenen 2010 wurde sie Zweite im Mixed und Dritte im Doppel.
Yūko Kanamori wurde bei den Korea International Fünfte im Damendoppel mit Sayuri Asahara. 2011 wurden beide in der gleichen Disziplin Dritte bei den Osaka International.

## Sportliche Erfolge
| Saison | Veranstaltung              | Disziplin   | Platz | Name                             |
| ------ | -------------------------- | ----------- | ----- | -------------------------------- |
| 2008   | Japan: Einzelmeisterschaft | Mixed       | 2     | Yoshiteru Hirobe / Yūko Kanamori |
| 2008   | Korea International        | Damendoppel | 5     | Sayuri Asahara / Yūko Kanamori   |
| 2009   | Japan: Einzelmeisterschaft | Mixed       | 3     | Yoshiteru Hirobe / Yūko Kanamori |
| 2011   | Osaka International        | Damendoppel | 3     | Sayuri Asahara / Yūko Kanamori   |